# Conrad Rautenbach
Conrad Rautenbach (Harare, 1984. november 12. –) zimbabwei autóversenyző, a 2007-es afrikai ralibajnokság győztese. Jelenleg a Citroen Junior Team versenyzőjeként, egy Citroen C4 WRC-vel indul a rali-világbajnokság futamain.

## Pályafutása

### Junior-ralivilágbajnokság
2004-ben debütált a rali-világbajnokságon, egy Ford Pumával, a juniorok között. Mindössze két pontot gyűjtve a bajnokság végén végzett. A következő szezonban, autót váltva, a Citroen csapatánál versenyzett. Négy futamon végzett pontszerző helyen, és a tizenkettedik helyen zárt. 2006-ban hat junior futamon vett részt, ebből hármon dobogós helyen futott be, és az ötödik helyen zárta az évet. A 2007-es szezonban továbbra is indult a juniorok versenyén, ám az afrikai ralibajnokság megnyerése volt a legfőbb célja. A hét versenyből öt alkalommal végzett az első helyen és nagy fölénnyel lett bajnok.

### WRC
A 2007-es rali-világbajnokság utolsó versenyén, a Wales-ralin lehetősége nyílt egy Citroen Xsara WRC-vel részt venni. Ezt a versenyt egy baleset miatt nem fejezte be.
2008-ban a világbajnokság összes versenyén elindult. Az első két futamon egy Xsara WRC-vel, majd a Mexikó-ralitól, első privátként már egy Citroen C4 WRC-vel állt rajthoz. Az argentin ralin elért negyedik helyezésével megszerezte pályafutása első abszolút világbajnoki pontjait. Ezentúl még a török versenyen zárt pontszerző helyen, és végül hat gyűjtött ponttal a tizenötödik helyen zárta az összetett értékelést.
Ez évben az orosz Jevgenyij Novikov és a francia Sébastien Ogier csapattársaként, a Citroën Junior Team alakulatában, a világbajnokság összes versenyén rajthoz áll. Kilenc futam után az összetett pontverseny tizedik helyén áll.